# Big Game
Pour les articles homonymes, voir Big Game (homonymie).
Pour plus de détails, voir Fiche technique et Distribution.
Big Game ou Big Game : Le grand coup au Québec est un film d'action finno-britannico-allemand coécrit et réalisé par Jalmari Helander et sorti en 2014.

## Synopsis
En Laponie, un adolescent et le président des États-Unis tentent d'échapper à des terroristes qui ont abattu Air Force One.

## Fiche technique
- Titre original : Big Game
- Titre québécois : Big Game : Le grand coup
- Réalisation : Jalmari Helander
- Scénario : Jalmari Helander et Petri Jokiranta
- Décors : Christian Eisele
- Direction artistique : Fabien Faure
- Costumes :
- Photographie : Mika Orasmaa
- Son : Alexis Chemet
- Montage : Iikka Hesse
- Musique : Rolfe Kent
- Production : Will Clarke, Petri Jokiranta et Jens Meurer
- Sociétés de production :
- Société de distribution :  EuropaCorp Distribution[2]
- Langue originale : anglais, finnois
- Format :
- Genre : Film d'action
- Durée : 90 minutes
- Dates de sortie :  
  - Canada : 5 septembre 2014 (festival international du film de Toronto 2014)
  - États-Unis : 26 juin 2015
  - France : 18 mars 2017 en VOD

## Distribution
- Samuel L. Jackson (VF : Thierry Desroses ; VQ : Éric Gaudry) : le président des États-Unis William Alan Moore
- Onni Tommila (en) (VF : Julien Crampon ; VQ : Charles Sirard-Blouin) : Oskari (ranger)
- Ray Stevenson (VF : Patrick Béthune ; VQ : Daniel Picard) : Morris
- Victor Garber (VF : Gabriel Le Doze ; VQ : Denis Mercier) : le vice-président des États-Unis
- Mehmet Kurtuluş (VF : Yann Guillemot ; VQ : Frédéric Paquet) : Hazar
- Ted Levine (VF : Pierre Dourlens ; VQ : Mario Desmarais) : le général Underwood
- Jorma Tommila : Tapio (le père d'Oskari)
- Risto Salmi (fi) : Hamara
- Felicity Huffman (VF : Danièle Douet ; VQ : Anne Caron) : la directrice de la CIA
- Jim Broadbent (VF : Philippe Catoire ; VQ : Vincent Davy) : Herbert
- Rauno Juvonen (VF : Paul Borne) : le pilote d'hélicoptère safari

## Distinctions

### Nominations et sélections
- Festival international du film de Toronto 2014 : sélection « Midnight Madness »